# Unearthed (Prison Break)
Unearthed este al  9-lea episod din sezonul al 2-lea al serialului de televiziune Prison Break.